# 香港循環巴士路線
香港循環巴士路線（簡稱循環線，英文：Circular）是指在香港內，起點和終點都是同一點的巴士路線。相對於循環路線的是雙向路線，即有兩個總站的路線，另外亦有一些單向而不設回程服務的單向路線。

## 循環線的特點
典型的循環線只有一個起訖點，乘客必須在總站下車，近年香港的部分巴士路線雖然名義上是循環線，但實際營運模式和最典型的循環線不同。

## 設立循環線的原因
循環線設立的主要原因有兩種：第一種是為了使路線覆蓋更多的區域，而無需行走重覆路線，並節省行車時間；第二種是因為無法在路線另一端找到合適的位置作總站，這情況在港島區較常見。 

## 循環線的好處
用循環線模式運作，乘客可以選擇在更接近自己目的地的分站下車。而巴士公司亦可以節省設置站長等開支，「一線走天涯」的模式亦可以減少重疊的路線，減少開辦太多路線。

## 循環線的壞處
循環線由於比普通路線少了一個總站，即是少了一個可以調度班次的地方。而且路線變相延長一倍，由於路面常有一些不同的因素會影響巴士運作，路線越長，不明朗的因素越多，故循環線容易引致班次失準。而且由於只有一個總站，故來回班次都要劃一，而很多路線不會兩個方向有差不多的客量（例如由市區開往住宅區的路線，早上上班繁忙時間往市區的客量極高，但往住宅區的客量卻很少，下午下班繁忙時間則相反），結果由於要應付某一個方向的人潮而加開班次，可能造成另一個方向客量不足，而且導致車輛未必能及時回流到對面總站（例如港鐵506線及K53線，九巴78A線），因為若果是雙向路線，客量較多的方向，巴士到達總站後，可以不載客，以最直接的路線駛回對面總站，但循環線則必須按原有路線行走。有見及此，巴士公司將部份普通循環線作改動，引入類似定時點的概念、在繁忙時間將部次班次改以其中一個分站為終點站或由其中一個分站起載，使巴士有循環線的靈活，又不失雙向路線的班次穩定性及靈活性。

## 各類循環線的路線例子
注意：「一般循環線」、「假循環線」、「無限循環線」等並非官方名稱，其冠名旨在令讀者更明白運作方式。例子有︰

### 一般循環線
假設路線設計需要由A總站來往B、C兩地，如果依普通雙向路線般在B地設有總站，A總站乘此路線就不能前往C；在C地設有總站，在B地乘此路線則不能前往A總站。為了方便乘客和無需開辦多條新路線，這種情況下可開辦循環線解決問題。例子有︰

#### 城巴11線
由中環碼頭開出，到達大坑道後途經渣甸山、畢拉山，然後經大坑道返回中環碼頭。 

### 地理、營運等外來因素
就算路線只來往兩地，如果其中一端因為沒有適合設立總站的空間，或因為需要快速回車等營運需要，路線亦會以循環線形式運作。這些路線的特質通常是來回程路線絕大部分都是重疊或非常接近。 以下為一些例子：

#### 九巴29M線

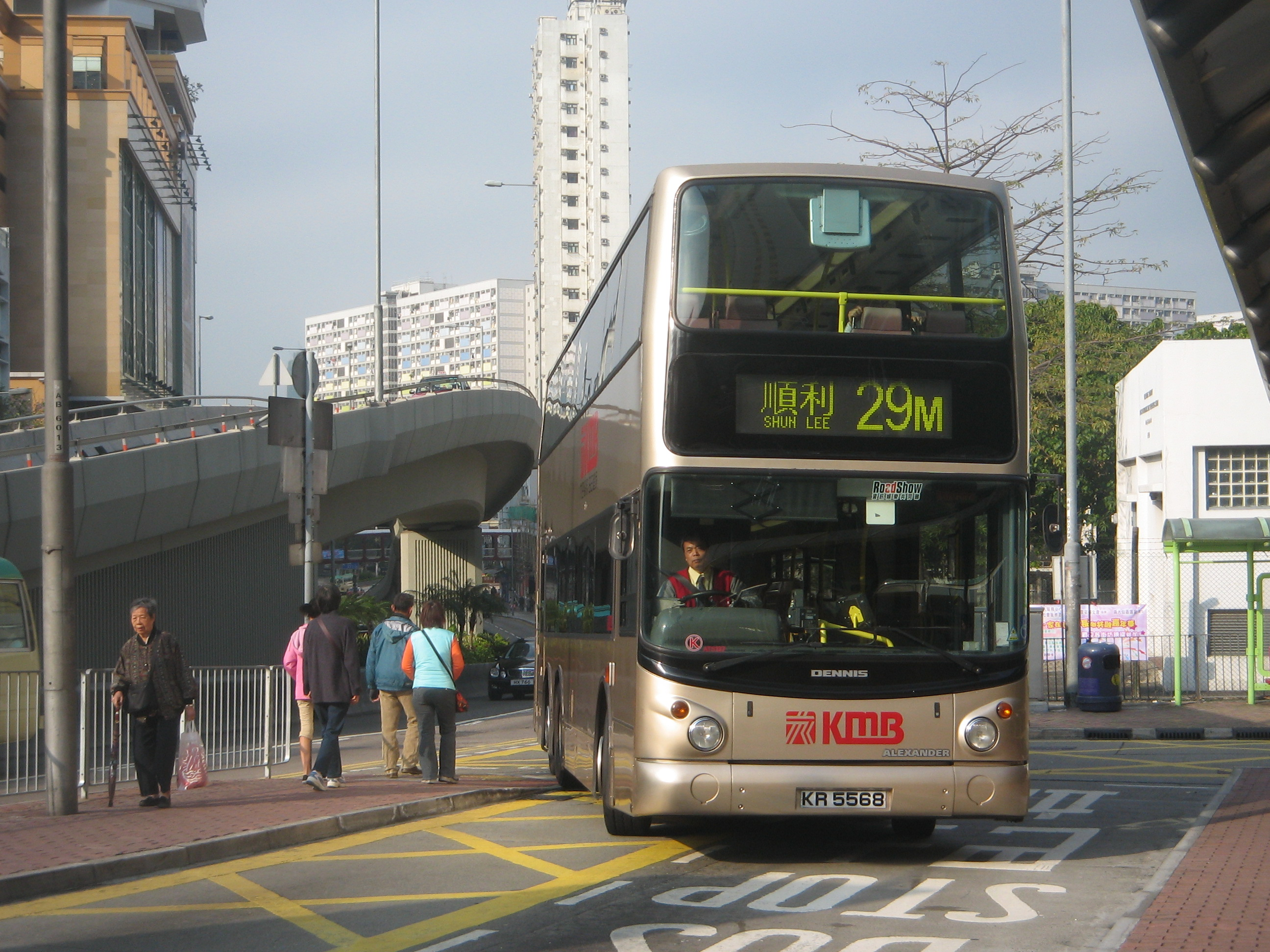
典型循環線九巴29M線

由順利開出往新蒲崗，但巴士到新蒲崗後不會停留，會再繼續行程，直至回到順利總站，乘客在新蒲崗無需下車。

#### 九巴43M線

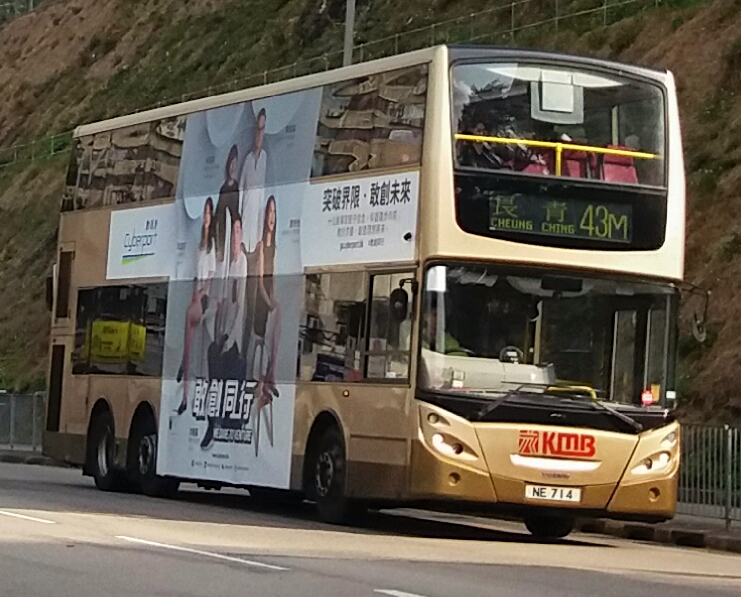
典型循環線九巴43M線

由葵芳開出往長青，但巴士到長青後不會依原路折返，直接使用青衣大橋而不是涌美路回到葵芳。

#### 城巴595線

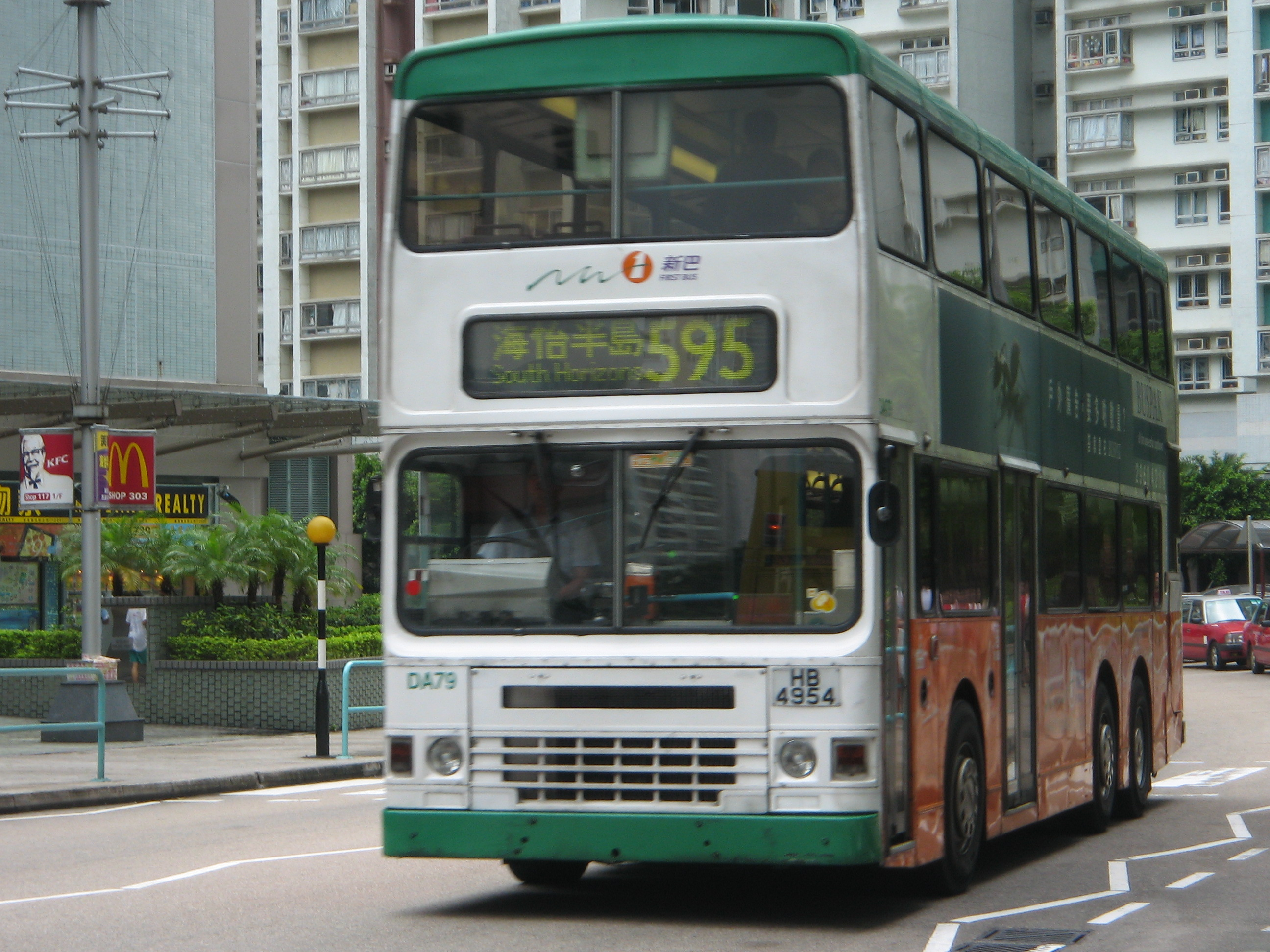
新巴595線

由海怡半島往香港仔，在折返點香港仔設有4線共用的巴士站，和普通分站相似，乘客無需下車。另外，不設分段收費。但是與上面29M線有些不同，普通的循環線的乘客，折返點前上車的多在折返點前下車，折返點後上車的多在折返點後下車，但這路線，在折返點前的成都道已經有很多乘客上車回總站海怡半島，數目比折返點香港仔巴士總站多數倍。

### 順、逆時針循環線
有時當路線設計需要由A總站前往B、C兩地，但是「A和B」、「A和C」及「B和C」之間都有強烈通勤需要，如果依普通循環線般，只是單方向先往B地再往C地，會令「A前往C」及「B前往A」的乘客浪費更多時間，而C地的乘客亦不能前往B地。在這種情況下，可開辦一對順、逆時針循環線：A→B→C→A和A→C→B→A，以服務不同乘客的需要，做法與輕鐵705綫、輕鐵706綫相似。例子有︰

#### 城巴37A及37B線
城巴37A線和城巴37B線是循環線，由置富花園往中環後，可以無需下車，原車返回置富花園。這組路線以環狀線設計，37A線取道香港仔隧道往中上環，經薄扶林和西營盤回南區，37B線經薄扶林和西營盤往中上環，再取道香港仔隧道回南區。

#### 城巴25A及25C線
於2013年7月13日或以前，和之前的例子相同，由灣仔往寶馬山，25A經勵德村往寶馬山，再在天后下山回銅鑼灣和灣仔，而25C則經天后往寶馬山，在勵德村下山往銅鑼灣和灣仔。

#### 港鐵巴士K75及K75A線
於2021年8月29日或以前，港鐵巴士K75綫是循環線，由天水圍站往洪水橋後，可以無需下車，原車返回天水圍站。這組路綫以環狀綫設計，K75綫取道廈村往洪水橋，經洪天路回天水圍站，K75A綫經洪天路往洪水橋，再取道廈村回天水圍站。

### 指定時段循環線
有時因需配合其他路線的服務時間，在指定時段才以循環線運行。

#### 新巴43X線（已取消）
為配合新巴46X線改為只限早上繁忙時間服務，新巴43X線在新巴46X線服務時間之外更改行車路線及以循環線運作，以服務未能乘搭新巴46X線前往灣仔的乘客。

### 假循環線
有些路線會被巴士公司、小巴公司或運輸署官方稱為「循環線」，但實際運作上並不符合「循環線」的定義，例如巴士／小巴在到達所謂的循環點時會停泊一段時間，甚至有可能會關上引擎，而車上所有乘客不論在循環點前任何車站上車，必須在該循環點下車，重新上車時必須再度付款(城巴5B線除外)，這些路線就是假循環線。例子有︰
新界專綫小巴90M線因美孚總站設計問題，而被界定為循環線，但乘客必須在美孚總站落車。  

#### 城巴5B線
城巴5B線標示是一條循環線，但事實上，從堅尼地城開出，到達循環點香港大球場後，會像普通雙向路線到達對面總站般停車，直到某個時間再開車。香港大球場站設有站長室等巴士總站特有的設備，如果車上有乘客需要繼續行程，車長可以安排乘客登上前面的車輛。乘客可用一程車資坐畢全程返回堅尼地城，除此之外，它和普通雙向路線一樣。

### 起點及終點不相同

#### 九巴219P線 (已於2013年10月取消)
由油塘往尖沙咀再折返麗港城，嚴格來說這不是一條循環線，因為它有兩個總站，可以把它理解成一條由油塘往麗港城而途經尖沙咀的單向繞路巴士路線。但它運作上和同是循環線的219X綫非常相似，停站也相同，而且219P的巴士車頭都是標示往尖沙咀，到尖沙咀後標示為往麗港城，這做法和一般九巴的循環線相同，由此發現，這只是一條回程縮短了路線的循環綫。

### 無限循環線
循環線大多最少有一個總站，車輛到總站後可以休息，但有少數路線不設營運上的總站，只在所謂總站有車長接更，人休息車不休息。

#### 城巴12A線
城巴12A線屬於無限循環線，即是開出頭班車後不斷作循環，車輛中途到達金鐘（添馬街）巴士總站後會上落客，然後開車，司機不會下車，亦不會趕乘客下車，直至巴士車長轉下一更為止，因此在中環登車經金鐘往半山或金鐘登車經半山往中環等都不需再另付車資。

#### 城巴S56線
城巴S56線是城巴在北大嶼山的一條無限循環線，即是開出頭班車後不斷作循環，車輛中途到達東涌站後會上落客，但形式與城巴12A及12M稍有不同，並不會立即開車，而是稍候數分鐘直至編定開車時間才開出，司機不會下車，亦不會趕乘客下車，直至巴士司機轉下一更為止，因此在機場登車經東涌站往東涌北都不需再另付車資。

#### 港鐵巴士K75／K75A綫（已取消此安排）
港鐵巴士K75綫曾經無限循環，即是開出頭班車後不斷作循環，車輛中途到達天水圍站後會上落客，然後待到達開車時間便開車，司機不會下車，亦不會趕乘客下車，直至巴士司機轉下一更為止，因此在廈村登車經天水圍站往洪水橋或洪水橋登車經天水圍站往廈村等都不需再另付車資（不適用於K75綫星期一至五0630、1700、每日2330由天水圍站開出班次及K75A綫每日2315由天水圍站開出班次），惟現已取消此安排。

### 有乘搭限制循環線
由2010年1月9日開始，新巴及城巴路線陸續更改部分循環線的路線資料為非循環線性質，部份更加入循環線乘搭限制。
雖然新巴及城巴要求司機嚴格執行，縱然如此，部分車長不會切實執行有關規定。

#### 新巴4號線
由2010年6月7日起，新巴4號線往中環方向，由華富邨（部分早上班次亦包含田灣邨至牛奶公司冰廠及冷房站）至修打蘭街站登車的乘客，若需繼續前往中環中心或之後往華富邨方向的巴士站，需於恒生銀行總行站重新繳付車資（由2021年10月11日起，除星期一至五（公眾假期除外）09:50前由南區開出班次外，其餘班次取消循環運作，以黃竹坑及中環（交易廣場）巴士總站分別作為南區及中環區的總站）。

#### 新巴4X線
由2010年6月7日起，新巴4X線往中環方向，由華富邨至山道站登車的乘客，若需繼續前往恒生銀行總行或之後往華富邨方向的巴士站，需於砵典乍街站重新繳付車資

#### 城巴5B線
由2016年5月15日起，城巴5B線往銅鑼灣（東院道）方向，由堅尼地城至東華東院站登車的乘客，若需繼續前往加路連山道或之後往堅尼地城方向的巴士站，需於香港大球場站下車及重新繳付車資（如使用同一張八達通或同一個電子支付帳戶於香港大球場站轉車則免費）。

#### 城巴N8P線
由2012年3月14日凌晨起，新巴N8P線往灣仔方向，由小西灣（藍灣半島）至景隆街站登車的乘客，若需繼續前往張振興伉儷書院或之後往小西灣方向的巴士站，需於興發街站重新繳付車資。

#### 城巴14線
由2012年9月17日起，新巴14線於以下時段由嘉亨灣開出之班次，改為循環運作，回程並繞經赤柱廣場巴士總站。在循環線運作時段，由赤柱村往赤柱炮台的分段收費改為只接受八達通或電子支付帳戶付款，現金付款的乘客需繳付全費。
1. 星期一至五：0820-1500及2020-2340
2. 星期六：0820-2340
3. 假日：0815-2340

#### 城巴25線
由2017年7月17日起，新巴25線往寶馬山方向，由中環碼頭至銀幕街站登車的乘客，若需繼續前往炮台山站或之後往中環方向的巴士站，需於金文泰中學站重新繳付車資。

#### 城巴27線
由2010年6月21日起，新巴27線往寶馬山方向，由張祝珊英文中學之前登車的乘客，若需繼續前往金文泰中學或之後往北角碼頭方向的巴士站，需於衡峰閣站重新繳付車資。

#### 城巴30X線
由2010年6月7日起，新巴30X線往中環方向，由數碼港至山道（香港大學）站登車的乘客，若需繼續前往香港大學西閘或之後往數碼港方向的巴士站，需於砵典乍街站重新繳付車資。2022年8月28日起，改為雙向運作，總站改為金鐘（東）。

#### 新巴43A線（已取消）
由2015年5月18日（即本路線開辦當日）起，新巴43A線往西營盤方向，由田灣邨至山道（香港大學）站登車的乘客，若需繼續前往李陞小學或之後往田灣邨方向的巴士站，需於高樂花園站重新繳付車資（已於2016年3月21日取消）。

#### 城巴43M線
由2014年12月28日（即本路線開辦當日）起，城巴43M線往石塘咀方向，由田灣邨至西寧街站登車的乘客，若需繼續前往中遠酒店或之後往田灣邨方向的巴士站，需於德輔道西（近山道）站重新繳付車資。

#### 新巴43X線（已取消）
由2010年4月17日起，新巴43X線往灣仔方向，由華貴邨至中山紀念公園站登車的乘客，若需繼續前往皇后像廣場或之後往華貴邨方向的巴士站，需於香港會議展覽中心站重新繳付車資（不適用於平日由08:50或以前由華貴開出之班次）（已於2015年5月17日取消）。

#### 新巴46X線（已取消）
由2010年1月9日起，新巴46X線往灣仔方向，由田灣邨至山道站登車的乘客，若需繼續前往皇后像廣場或之後往田灣邨方向的巴士站，需於瑞安中心站重新繳付車資（不適用於平日由07:30或以前由田灣開出之班次）（已於2015年5月17日取消）。

#### 城巴71線
由2013年3月4日起，城巴71線往中環（永和街）方向，由黃竹坑至修打蘭街站登車的乘客，若需繼續前往禧利街或之後往黃竹坑方向的巴士站，需於中環（永和街）站重新繳付車資（由2019年8月25日起，取消循環運作，以中環（林士街）巴士總站作為中環區的總站）。

#### 城巴76線
由2015年8月17日起，城巴76線往銅鑼灣（邊寧頓街）方向，由石排灣／黃竹坑站至肇輝臺站登車的乘客，若需繼續前往加路連山道或之後往石排灣／黃竹坑站方向的巴士站，需於邊寧頓街站重新繳付車資（不適用於星期一至五（上課日）07:15由石排灣及15:30由黃竹坑站開出之班次）。

#### 城巴82X線
由2010年8月23日（即本路線開辦當日）起，新巴82X線往鰂魚涌方向，由小西灣（藍灣半島）至張振興伉儷書院站登車的乘客，若需繼續前往海晏街或之後往小西灣方向的巴士站，需於太安樓站重新繳付車資。

#### 城巴85A線
由2013年7月14日（即更改路線編號當日，實際於同年9月2日）起，城巴85A線往寶馬山方向，由北角（港運城）至張祝珊英文中學之前登車的乘客，若需繼續前往豐林閣或之後往筲箕灣方向的巴士站，需於寶馬山巴士總站重新繳付車資（只適用於15:40, 15:50及16:00由北角（港運城）開出之班次）。

#### 城巴94A線
由2010年7月15日起，新巴94A線往利東邨方向，由華富（中）至香港真光書院站登車的乘客，若需繼續前往漁安苑或之後往華富（中）方向的巴士站，需於利東街市站重新繳付車資。

#### 城巴95線（已取消）
由2010年7月15日起，新巴95線往石排灣方向，由利南工業區／鴨脷洲邨至香港仔海濱公園站登車的乘客，若需繼續前往香港仔大道（漁暉道）或之後往鴨脷洲方向的巴士站，需於景暉閣站重新繳付車資（只適用於06:05後由利南工業區／鴨脷洲邨開出之班次）。
由2010年7月15日起，新巴95線往香港仔方向，由鴨脷洲邨至香港仔海濱公園站登車的乘客，若需繼續前往香港仔大道（漁暉道）或之後往鴨脷洲方向的巴士站，需於洛陽街站重新繳付車資（只適用於平日05:45或以前由鴨脷洲邨開出之班次）（已於2024年4月7日取消）。

#### 新巴95B線（已取消）
由2010年7月15日起，新巴95B線往黃竹坑方向，由海怡半島美康閣至葛量洪醫院站登車的乘客，若需繼續前往南朗山道熟食市場或之後往海怡半島方向的巴士站，需於黃竹坑邨第一座站重新繳付車資（已於2017年5月8日取消）。

#### 城巴／九巴110線
由2013年12月28日起，新巴／九巴110線往尖沙咀東方向，由筲箕灣至海底隧道收費廣場站登車的乘客，若需繼續前往加連威老道或之後往筲箕灣方向的巴士站，需於尖沙咀東（麼地道）站重新繳付車資。

#### 城巴314線
由2012年5月1日起，城巴314線往赤柱方向，由小西灣 (藍灣半島) 至赤柱正灘站登車的乘客，若需繼續前往赤柱監獄之後往小西灣方向的巴士站，需於赤柱監獄站重新繳付車資。
。

#### 城巴529線（已取消）
由2010年12月30日起，城巴529線往寶馬山方向，由張祝珊英文中學之前登車的乘客，若需繼續前往豐林閣或之後往筲箕灣方向的巴士站，需於寶馬山巴士總站重新繳付車資（已於2013年7月14日取消）。

#### 城巴595線
由2010年7月15日起，新巴595線往香港仔方向，由海怡半島至香港仔海濱公園站登車的乘客，若需繼續前往業漁大廈或之後往海怡半島方向的巴士站，需於香港仔巴士總站重新繳付車資。

#### 城巴702線
由2016年10月30日起，新巴702線往又一村（又一城）方向，由海麗邨至深水埗（欽州街）站登車的乘客，若需繼續前往香島中學或之後往海麗邨方向的巴士站，需於又一村（又一城）站重新繳付車資。

#### 城巴720A線
由2010年5月15日起，新巴720A線往金鐘方向，由嘉亨灣至馬來西亞大廈站登車的乘客，若需繼續前往香港演藝學院（2011年10月17日或以前為金星大廈站）或之後往嘉亨灣方向的巴士站，需於政府總部站（2011年10月17日或以前為金鐘站）重新繳付車資（只適用於2013年7月14日或以前於09:30後由嘉亨灣開出之班次；已於2022年9月19日改為單向服務，08:00後開出之班次延長至中環（畢打街））。

#### 城巴720P線
由2010年5月15日起，新巴720P線往中環方向，由太古城至皇后像廣場站登車的乘客，若需繼續前往怡和大廈（2022年9月19日前為德忌利士街）或之後往太古城方向的巴士站，需於永和街（2022年9月19日前為中保集團大廈）站重新繳付車資。

#### 城巴H1線
由2014年12月13日起，新巴H1線往尖沙咀方向，由中環天星碼頭至灣仔碼頭站登車的乘客，若需繼續前往百德新街或之後往中環方向的巴士站，需於回程下車時重新繳付車資（如在吳松街至加連威老道站登車的乘客，請於上車付款後領取付款通知識別證，並請妥善保存，及於下車時將識別證交還車長以作付款證明；否則需於回程下車時重新繳付車資）。